# Bereck György
Bereck György, latinos nevén Briccius (Vízakna, 1668 vagy 1670 – Kolozsvár, 1720. augusztus) magyar orvos.

## Életpályája
Apja I. Apafi Mihály hadseregében harcolt. Miután a nagyenyedi református kollegiumban a teológiát, bölcseletet és orvosi tudományokat elvégezte, Odera-Frankfurtban, majd a franekeri és leideni egyetemeken tanult. 1695. szeptember 25-én orvosi oklevelet szerzett. 1696-ban tért vissza hazájába, majd Kolozsvárott mint gyakorló orvos működött. Gyógyszertárak hiányában maga készítette gyógyszereit. 1703. február 18-án a városi tanácsba választották; 1712-ben a királyi törvényszék bírája, 1715-ben annak elnöke lett. 
Élete utolsó tíz évét Kolozsmonostor  rekvizitoraként töltötte. Sírja a Házsongárdi temetőben található. 
Naplója, amelybe eleinte csak a családi eseményeket jegyezte fel, 1703-tól a kuruc háborúk időszakának hiteles forrása, mivel az  időszak egyes részeit Károlyi Sándor tábornok mellett élte át.

## Művei
- Disputatio medica de peripneuma. Franequerae, 1695
- Dissertatio inaug. medica de colica passione. Franequerae, 1695
- Naplója. Pest. 1860 (Tört. Emlékek II. 77–116. l. Szabó Károly és Szilágyi Sándor írtak hozzá előszót és jegyzeteket. A napló Benkő József másolatában és Kemény József gróf gyűjteményével az erdélyi múzeumba került; ebben külföldi útját, a kilencéves háború mozgalmait és az 1693–1717 közötti időszak eseményeit írja le; adatai pontosak, hitelesek, mert annak, amit ír, mint tábori orvos rendesen szem- és fültanúja volt, sőt még a szövetségi vezérek tanácskozásaiban is részt vett, tehát mindenről jól lehetett értesülve. (hasonmásban: 2012)

Írt egy tankölteményt a bonctanról hexameterekben és az Élet eréről magyar verset naplójába, melyet Maizner közölt egész terjedelmében munkájában.